# 向野 (羽曳野市)
向野（むかいの）は、大阪府羽曳野市の地名。現行行政地名は向野一丁目から向野三丁目と大字向野。

## 歴史
向野村は河内国丹南郡にあり、向野村本村と枝郷皮田村から成る。本村の戸数・人口は不詳だが、皮田村の1872年（明治5年）時の戸数は壬申戸籍により120戸であるから、近世中後期には本村戸数をはるかに越す皮田村戸数・人口であったと見られる。
皮多村に対しては、本村庄屋による皮多支配の権限強化、平人と紛れないように監視する体制の強化、身分内仕置の強化などが行なわれた。
以下の書付は1733年（享保17年）5月に「向野村穢多への申渡し」として出された「お触れ」である。
この1733年（享保17年）5月の「お触れ」から100年以上経た1849年（嘉永2年）になって、改めて庄屋が大庄屋へ宛てその内容全体を「写し」とって上申している。庄屋が自主的に、つまりもう一度同様の皮田取り締まりを求めて提出したのか、大庄屋もしくは領主が先例を踏襲し、再度触れ出す参考に提出を求めたものかは、この史料からだけでは分からない。
本村と枝郷皮田村との間に権力が調整・介入する早いものは1731年（享保16年）秋元領（武蔵国川越藩）河内国丹北郡更地村本村庄屋への三ヶ条の「申渡し」（「更池村文書」）であり、これは更地村本村庄屋の親喜右衛門から子の清右衛門へ庄屋跡役を命じた際の申し渡しであるが、その中心的一条として皮田差配が書き記されている。
更池村と向野村は同じ秋元領であり、この三ヶ条の「申渡し」をさらに具体化し体系化した法令が、翌年向野村に出された「申渡し」といえる。藩と本村と枝郷皮田村との関係を規定した法令としておそらく初見ではないかと考えられるだけでなく、享保17年「申渡し」は内容の点でも具体的かつふみ込んだものである。この藩が居城を武州川越にもつ飛地であることと、向野村が早くから枝郷皮田人口が本村百姓人口をはるかに凌駕する村落構成となっていた二つの特質が、「申渡し」の早い時期の詳細な規定を生んだと考えられる。

向野村と更池村は関西の食肉生産の発祥の地であり、日本の食肉産業の源流でもある。1858年（安政5年）には、向野村枝郷皮多村と更池村枝郷皮多村は、「屠者村」と称され、畿内の皮革産業の中心地である摂津役人村の皮多仲間からも
などの侮辱を受けている。同年の別の史料でも、「向野殺生方」と呼ばれていた。また、皮多身分の博労が多数存在していたことも明らかとなっている。
1868年（明治元年）、向野村本村庄屋が幼年のため、更池村本村庄屋の田中家が更池村枝郷皮多村と共に向野村枝郷皮多村の支配も兼任する。
1920年、向野村本村庄屋であった山上宗近が灌漑用水確保のため、寛永年間に二度池を完成させたことを讃えた「山上宗近流沢碑」が建てられる。
1923年、向野で全国水平社青年同盟が結成されて西浜に本部が置かれた。終戦1年目から3年目あたりにかけては、村をあげての活気と混乱が錯綜していた。牛の内臓（ホルモン）は、上六や天王寺あたりで飛ぶように売れた。
1950年、向野の屠牛数年間1万頭を超した。1956年、屠牛数年間2万頭を超した。1961年、屠牛数年間3万頭を超した。1964年、屠牛数年間5万頭を超した。

## 世帯数と人口
2020年（令和2年）4月30日現在（羽曳野市発表）の世帯数と人口は以下の通りである。
| 大字・丁目 | 世帯数  | 人口    |
| ---------- | ------- | ------- |
| 向野       | 138世帯 | 279人   |
| 向野一丁目 | 238世帯 | 472人   |
| 向野二丁目 | 295世帯 | 529人   |
| 向野三丁目 | 226世帯 | 411人   |
| 計         | 897世帯 | 1,691人 |

### 人口の変遷
国勢調査による人口の推移。
| 1995年（平成7年）  | 2,627人 | [ 14 ] |  |
| 2000年（平成12年） | 2,418人 | [ 15 ] |  |
| 2005年（平成17年） | 2,093人 | [ 16 ] |  |
| 2010年（平成22年） | 1,957人 | [ 17 ] |  |
| 2015年（平成27年） | 1,684人 | [ 18 ] |  |

### 世帯数の変遷
国勢調査による世帯数の推移。
| 1995年（平成7年）  | 922世帯 | [ 14 ] |  |
| 2000年（平成12年） | 945世帯 | [ 15 ] |  |
| 2005年（平成17年） | 870世帯 | [ 16 ] |  |
| 2010年（平成22年） | 864世帯 | [ 17 ] |  |
| 2015年（平成27年） | 738世帯 | [ 18 ] |  |

## 学区
市立小・中学校に通う場合、学区は以下の通りとなる（2020年4月時点）。
| 大字・丁目 | 番・番地等   | 小学校                     | 中学校                     |
| ---------- | ------------ | -------------------------- | -------------------------- |
| 向野       | 173〜225番地 | 羽曳野市立丹比小学校       | 羽曳野市立河原城中学校     |
| 向野       | 245〜527番地 | 羽曳野市立はびきの埴生学園 | 羽曳野市立はびきの埴生学園 |
| 向野一丁目 | 全域         | 羽曳野市立はびきの埴生学園 | 羽曳野市立はびきの埴生学園 |
| 向野二丁目 | 全域         | 羽曳野市立はびきの埴生学園 | 羽曳野市立はびきの埴生学園 |
| 向野三丁目 | 全域         | 羽曳野市立はびきの埴生学園 | 羽曳野市立はびきの埴生学園 |

## 事業所
2016年（平成28年）現在の経済センサス調査による事業所数と従業員数は以下の通りである。
| 大字・丁目 | 事業所数 | 従業員数 |
| ---------- | -------- | -------- |
| 向野       | 5事業所  | 57人     |
| 向野一丁目 | 7事業所  | 21人     |
| 向野二丁目 | 34事業所 | 468人    |
| 向野三丁目 | 49事業所 | 418人    |
| 計         | 95事業所 | 964人    |

## 経済

### 産業
食肉業が盛んである。
店・企業
- 尼丁建設
- 竹田屋
- 精研
- 美喜
- タケダハム
- ハンダミート
- 中辻商店
- 丸福畜産
- 竹成畜産
- 阪南畜産
- 繁田総本店
- 萬野総本店 - 食肉卸し
- 大阪プロセスセンター
- オオクボ
- 龍インターナショナル
- テラオカ・グループ卸部、小売部
- 山繁うつみ商事
- ファミリーマート羽曳野島田病院前店
- サンプラザ埴生店 - スーパーマーケット

## 地域

### 教育
- 羽曳野市立保育園向野保育園

### 健康
- 埴生診療所
- 向野診療所
- 東浦歯科クリニック

### 施設
宗教
- 西称寺（浄土真宗本願寺派）

組合
- 羽曳野市同和食肉事業協同組合
- 南大阪食肉卸商業協同組合

その他
- 羽曳野市立社会福祉施設人権文化センター[21]
- 羽曳野市立老人福祉施設向野老人いこいの家
- 羽曳野市立児童福祉施設子育て支援センターむかいの
- 羽曳野市立南食ミートセンター
- 部落解放同盟大阪府連合会向野支部
- わじま文化会館
- 今井利三事務所

### 記念碑
- 山上宗近流沢碑
- 山上宗近胸像碑[22]

## 出身・ゆかりのある人物

### 政治・経済
- 浅田浅太郎 - 食肉卸・浅田商店設立[13]。浅田満の父。
- 浅田満（実業家） - 食肉卸・ハンナンの元会長。
- 浅田暁（実業家） - ハンナンの元社長[23]。浅田満の弟[23]。
- 今井利三（政治家） - 羽曳野市議会議員。
- 萬野兼吉（食肉業者） - 南大阪食肉卸商業協同組合理事長、日本食肉協会理事、大阪府畜産協同組合専務理事などを歴任[24]。

### 法曹
- 和島岩吉（弁護士、和島法律事務所所長） - 大阪弁護士会元会長、日本弁護士連合会元会長。

### 学術
- 山上栄（神経精神医学者） - 大阪市立大学名誉教授。

### 芸能・文化
- 尼丁隆吉（シンガーソングライター）

### その他
- 塩谷幸子（向野まちづくり協議会代表）[25] - 部落解放同盟大阪府連向野支部支部長。塩谷によると「私自身、今でこそ胸を張って部落解放運動に参加しているが、かつては部落からひたすら逃げていた。」という[25]。
- 和島為太郎（部落解放運動家）

## その他

### 日本郵便
- 郵便番号 : 583-0883[3]（集配局：藤井寺郵便局[26]）。